# Harxheim (Zellertal)
Harxheim – część gminy Zellertal, w powiecie Donnersberg kraju związkowego Nadrenia-Palatynat.
Leży ona bezpośrednio przy drodze krajowej 47, w dolinie rzeki Ammelbach, która uchodzi w tym miejscu do Pfrimmu. Na południu graniczy z Zell, na wschodzie zaś – z Niefernheim. W jej skład wchodzą jednostki: Bannmühle, Jüngstmühle oraz Pfalzmühle.
Do roku 1975 była samodzielną gminą, słynącą z winnic, natomiast jej włącznie do gminy Zellertal nastąpiło 31 grudnia 1975 roku. Według spisu z 2010 r. dzielnicę zamieszkuje 860 osób.

## Znane osoby
- Jean Janson (1823–1895), polityk z Partii Narodowo-Liberalnej (NLP),
- Gustav Herzog (ur. 1958), polityk z partii SPD.